# زقزاق أوراسي
الزَّقزاق الأوراسي (الاسم العلمي: Eudromias  morinellus) أو (الاسم العلمي: Charadrius morinellus) (بالإنجليزية: Eurasian  Dotterel)‏ هو طائر ينتمي إلى (فصيلة: Charadriidae).